# Chiesa di San Lorenzo (Pamplona)
La chiesa di San Lorenzo (in spagnolo Iglesia de San Lorenzo, in basco San Lorentzo eliza) è un luogo di culto cattolico del comune spagnolo di Pamplona nella comunità autonoma di Navarra. Posta sul Camino Francés e sul Camino Navarro del Cammino di Santiago di Compostela, la sua prima costruzione risale al XIV secolo. La chiesa, che è stata oggetto di ricostruzioni anche importanti, ha dignità parrocchiale.

## Storia

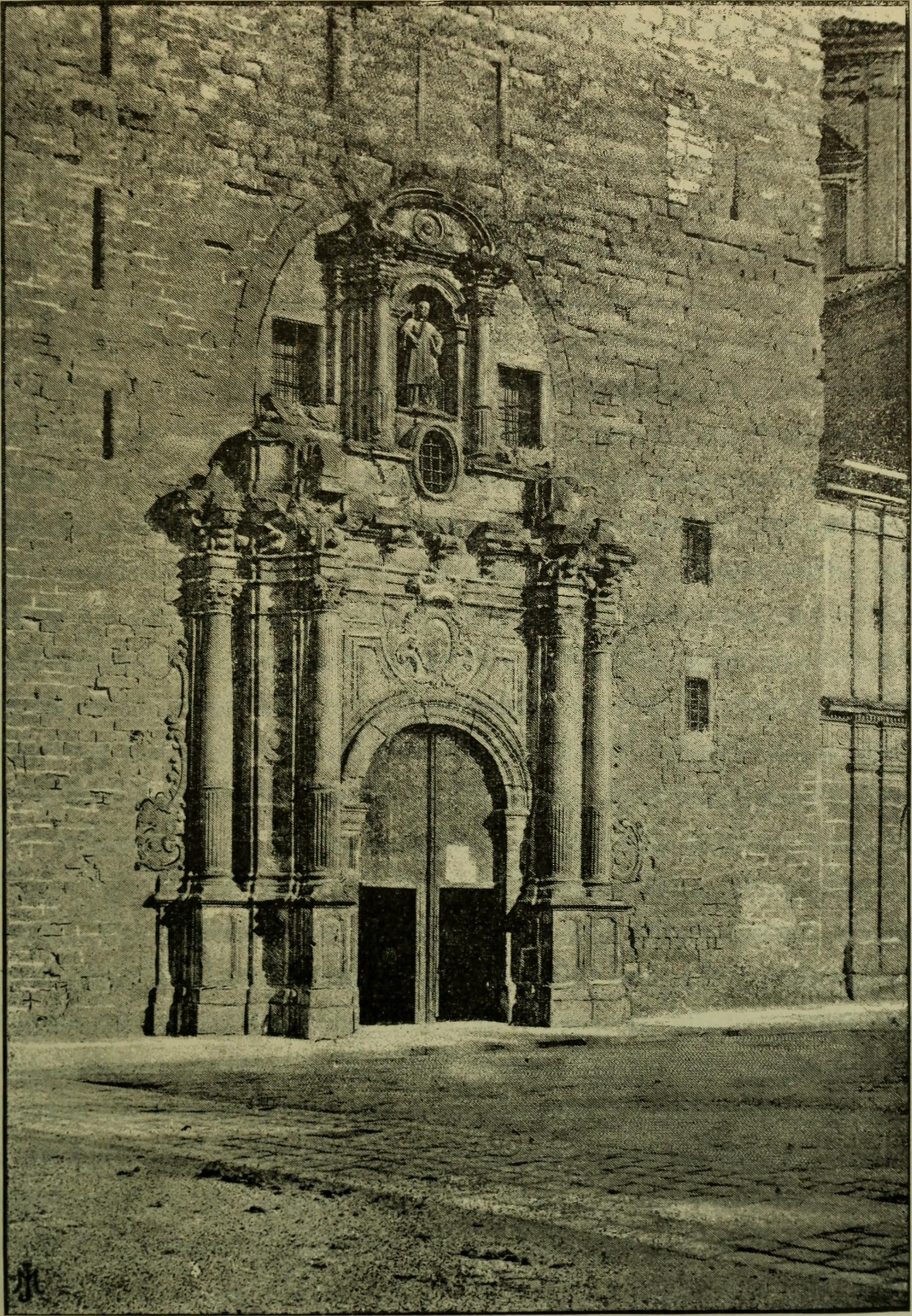
Antico portale barocco prima della ricostruzione della facciata

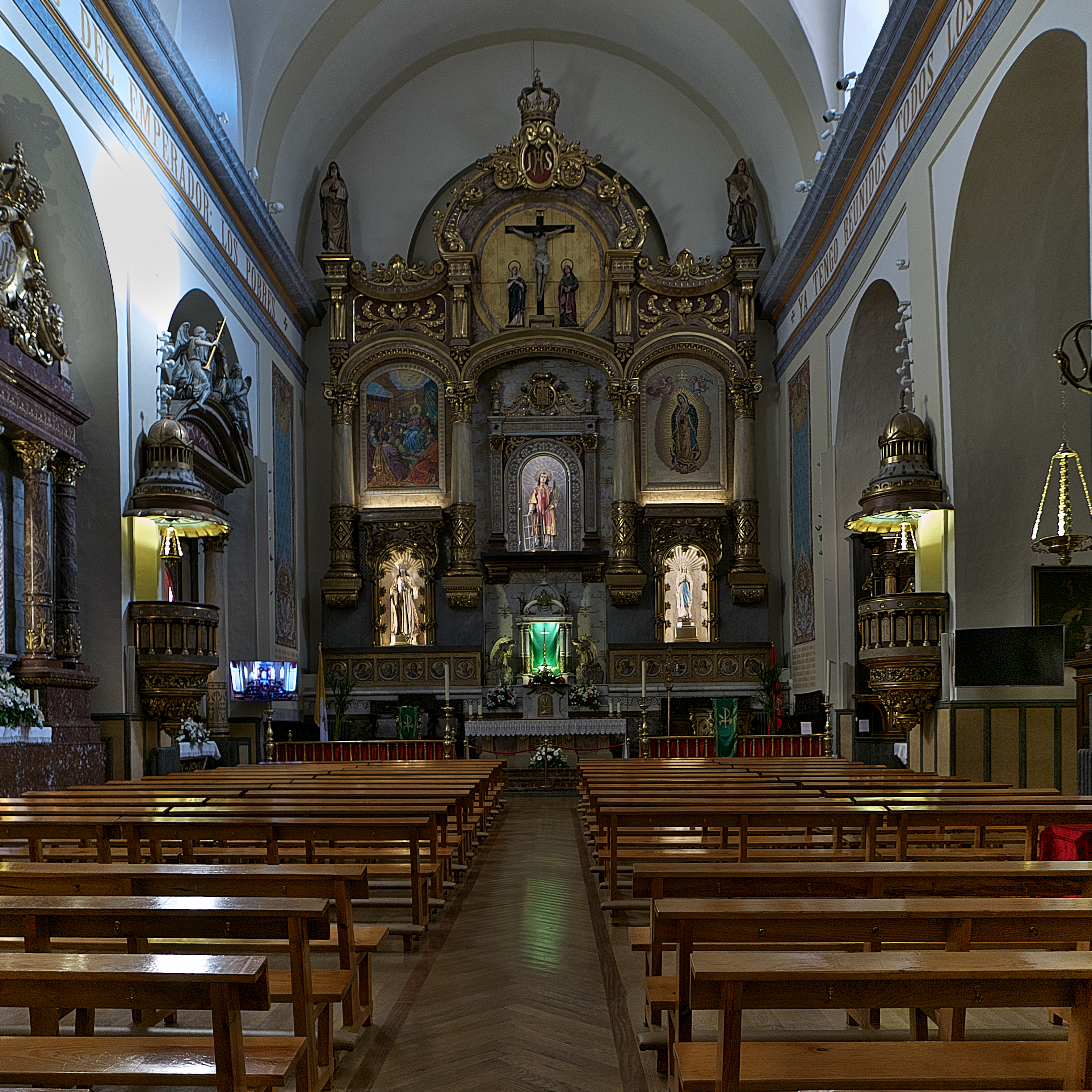
Interno della chiesa, Altare maggiore

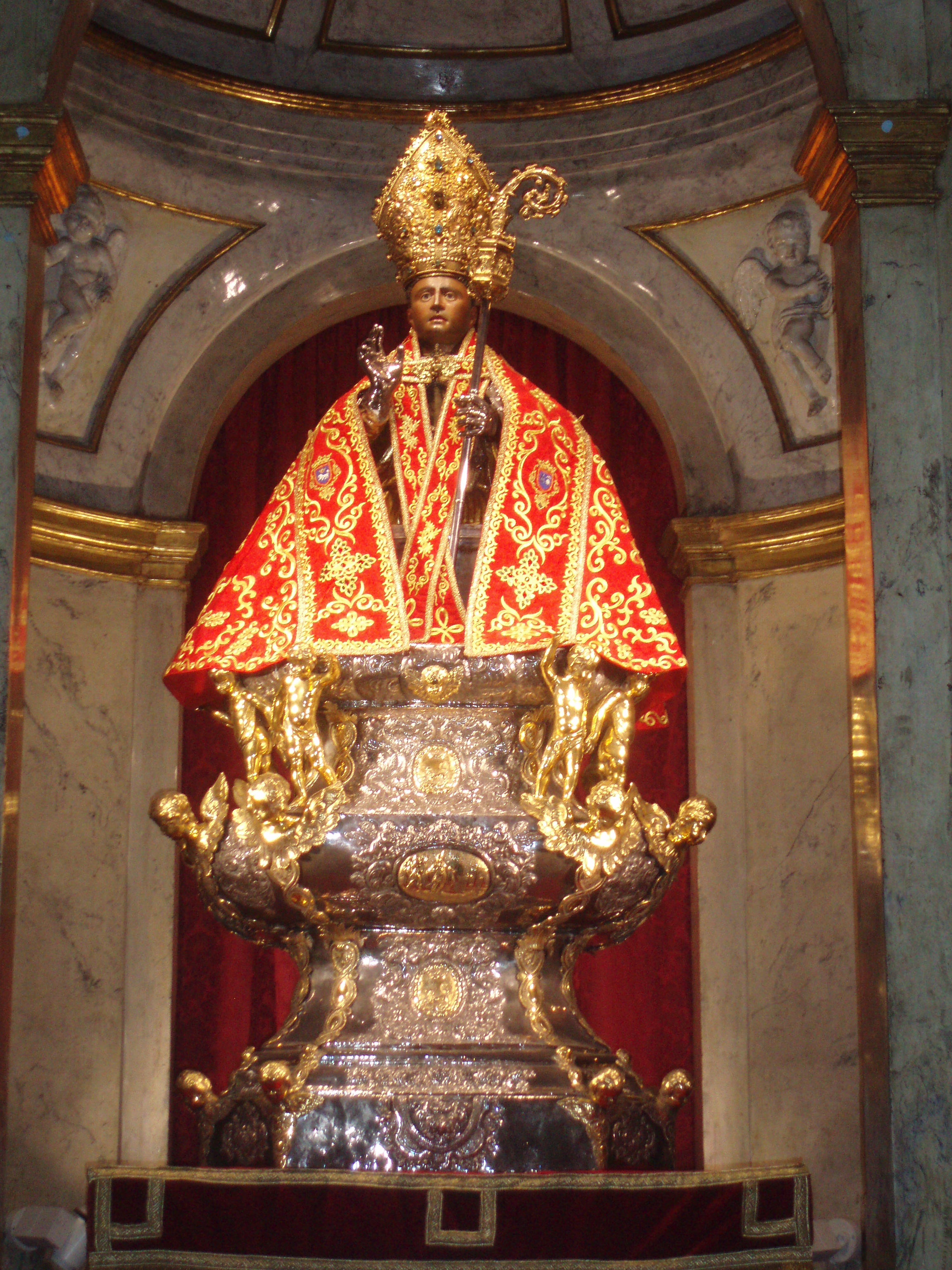
Immagine di San Firmino conservata nell'omonima cappella e portata in processione il giorno dedicato alla sua festa

Il primitivo complesso medievale risale al XIV secolo ma di questo rimangono sono poche tracce, e la parte più antica che ci è pervenuta è la cappella di San Firmino. In origine era una chiesa fortificata, come la chiesa di San Nicola e la Chiesa di San Saturnino nei vari borghi di Pamplona. L'edificio, nella parte che comprende la cappella di San Firmino, venne progettato dagli architetti Santiago Raón, Fray Juan de Alegría e Martín Zaldúa nel 1696 e la sua costruzione venne ultimata nel 1717. L'interno della chiesa con la sua navata in stile neoclassico risale al 1805 ed è stata progettata da Juan Antonio de Pagola del 1805. La facciata in precedenza barocca venne riedificata nel 1901 su progetto di Florencio de Ansoleaga. Nel restauro realizzato verso la fine del XX secolo si è parzialmente recuperato lo stile precedente. Il busto con reliquiario che raffigura San Firmino viene portata in processione durante la festa di san Firmino e questa ricorrenza è stata resa celebre anche dal libro Fiesta dello scrittore Ernest Hemingway.

## Descrizione

### Esterni
La chiesa si affaccia su Calle Mayor nel centro storico cittadino ed è in stile neoclassico. Il complesso si caratterizza per la sua grande cupola che emerge nell'abitato e per la lanterna che la conclude. La grande facciata è stata ricostruita sostituendo l'antica barocca.

### Interni
La navata della chiesa è unica ed ampliata dalle cappelle laterali. La più importante sia storicamente sia per il culto è la cappella di San Firmino che si trova sulla destra vicino all'ingresso. Sull'altare vi è conservato il busto con reliquiario del santo che viene fatto uscire e portato in processione il 7 luglio di ogni anno.